# Capella de la Mare de Déu de la Font de Vilallonga
La Capella de la Mare de Déu de la Font és una ermita situada a la plaça de la Font del municipi saforenc de Vilallonga, al País Valencià. És Bé de Rellevància Local. S'hi celebra culte setmanalment. 

## Història
Segons la llegenda local, la imatge titular va ser trobada surant al riu Serpis el 1708 per Senén Pla, un carboner local que la va guardar a casa seua. El 1712, durant una perllongada sequera, va fer pública la seua troballa, va col·locar la imatge al costat d'un pou sec i, després de les rogatives dels fidels, l'aigua va començar a brollar. Arran d'aquest fet, la petita imatge de només tretze centímetres va ser nomenada patrona de la població. El 1719 es va començar la construcció d'una capella en el seu honor. 
El 1748 se li va atribuir la salvació del poble durant el terratrèmol que va afectar la comarca.  El temple actual és resultat de la gran reconstrucció de 1884 i de la reedificació posterior a la Guerra Civil.

## Descripció
És un edifici d'estil barroc, amb influències neoclàssiques. 
A l'exterior, la decoració de la façana se centra en la porta i en la part superior. La porta d'accés queda emmarcada per dos parells de pilastres dòriques, sobre les quals hi ha una decoració de gerros. La porta s'obre a arc escarser. Sobre la porta hi ha un retaule ceràmic en el qual s'expliquen la troballa i els miracles atribuïts a la titular. 
La part superior de la façana es remata amb una cornisa mixtilínia adornada també amb gerros. 
El campanar es troba a la part dreta de la façana. Es compon de tres cossos. L'inferior és quadrat i llis. El cos de campanes presenta obertures per les seues quatre cares. Sobre aquest element es troba un templet circular cobert per una petita cúpula amb quatre finestres. 
L'interior segueix l'ordre corinti. És d'una sola nau amb capelles laterals cobertes amb cúpules semiesfèriques. El creuer està cobert per una cúpula completa cega. El cor està situat sobre l'entrada. En una de les parets del presbiteri hi ha un mosaic ceràmic d'inicis del segle XX que presenta la troballa i les intervencions miraculoses de la Verge. 
La imatge de la Mare de Déu titular té només 13 centímetres d'alçada, inclosa la corona. És una talla renaixentista policromada de finals del segle xv o principis del xvi, que representa Maria de peu i coronada, amb el Nen al braç esquerre i un ram de lliris a la mà dreta.